# Arroyo San Antonio Chico
Der Arroyo San Antonio Chico ist ein Fluss in Uruguay.
Der wenige Kilometer lange Fluss entspringt im Norden der Stadt Salto. Von dort verläuft er zunächst nach Norden und vollzieht nach wenigen Kilometern einen Knick nach Nordwesten. Hier fließt er vorbei am Paso de los Manantiales kurz nachdem linksseitig der del Horno hinzugestoßen ist. Er mündet sodann südöstlich von Parque José Luis als linksseitiger Nebenfluss in den Arroyo San Antonio Grande.